# NGC 6808
NGC 6808 (другие обозначения — PGC 63578, ESO 73-3, IRAS19385-7045) — спиральная галактика (Sa) в созвездии Павлин.
Этот объект входит в число перечисленных в оригинальной редакции «Нового общего каталога».
В галактике вспыхнула сверхновая SN 2014bx типа Ia, её пиковая видимая звездная величина составила 15,8.